# أنس بني ياسين
{{صندوق معلومات سيرة كرة قدم
| صورة = Anas Bany Yaseen (2013).jpg
أنس بني ياسين (مواليد 29 نوفمبر 1988)، لاعب كرة قدم أردني. يلعب في مركز قلب دفاع مع نادي الفيصلي والمنتخب الأردني.

## مسيرته الرياضية
- العربي الأردني من موسم 2007 - إلى موسم 2009
- نجران السعودي من موسم 2009 إلى موسم 2011
- العربي الأردني لعب شهرين في عام 2011 من شهر يونيو إلى شهر أغسطس حيث لعب 3 مباريات في الدوري الأردني وسجل هدف ضمن هذه المباريات ضد الفيصلي
- القادسية الكويتي وقع في شهر أغسطس 2011 لعب مع النادي العربي الأردني.
- لعب لنادي الرائد السعودي
- في 26 ديسمبر 2017، وقع مع نادي الفيصلي.

## روابط خارجية
- أنس بني ياسين على موقع الاتحاد الدولي (مؤرشف)  (الإنجليزية)
- أنس بني ياسين على موقع قاعدة بيانات كرة القدم.إي يو (الإنجليزية)
- أنس بني ياسين على موقع ناشيونال فوتبول تيمز (الإنجليزية)
- أنس بني ياسين على موقع Soccerway.com (الإنجليزية)